# 克魯森施滕海峽
克魯森施滕海峽（Пролив Крузенштерна）是俄羅斯的海峽，由薩哈林州負責管轄，連接鄂霍次克海和太平洋，長約15公里、寬50公里，最大水深1,764米，平均潮汐高度約1米。
该海峡是为了纪念德裔俄罗斯探险家亚当·约翰·冯·克鲁森施滕而命名的。